# オール・シー・ウォンツ・トゥ・ドゥ・イズ・ダンス
「オール・シー・ウォンツ・トゥ・ドゥ・イズ・ダンス」(All She Wants to Do Is Dance) は、ダニー・コーチマーが書き、イーグルスのボーカルのひとりでドラマーだったドン・ヘンリーが歌った楽曲。1984年に発表されたヘンリーのソロによる2枚目のスタジオ・アルバム『ビルディング・ザ・パーフェクト・ビースト』に収められ、同年のうちにシングル・カットされた。このアルバムからの2枚目のシングル、ヘンリーのソロとして通算6枚目シングルである。ヘンリーにとって、商業的に最も成功したシングルのひとつである。
日本盤シングルでは、曲名は「（オール・シー・ウォンツ・トゥ・ドゥ・イズ）ダンス」と表記されていたが、後年のコンピレーション・アルバムなどでは括弧書きはなされていない。

## 背景
このシングルは『ビルボード』誌でトップ10入りを果たし、1985年3月に最高9位となって「Top Rock Tracks」のチャートの首位に立った3曲めの作品となった。バッキング・ボーカルは、スキャンダルのパティ・スマイスと、モーテルズのリード・ボーカルであるマーサ・デイビスが担当した。

## 制作
コーチマーは、後年、この曲について尋ねられた際に、次のように述べている。「僕にはグルーブがあって、この曲が流れてた。このレコードが作られたのは、テクノロジーが音楽に入り込み始めたばかりの頃だった。僕は、最初期のヤマハ・DX7を持ってて、80年代には山ほど使われたキーボードだったけど、僕らは幸い、合衆国で最初に出たやつをひとつ手に入れられたんだ。これ、シンセサイザー・キーボードなんだけど、このレコードの冒頭で聞こえる音を作るのに使ったさ。」

## リリース
アメリカ合衆国で商業的に流通した7インチのアナログ盤は、LP『ビルディング・ザ・パーフェクト・ビースト』に収録されたバージョンとはイントロが少し異なっている。

## 批評家の反応
『スピン』誌のジョン・リーランドは、この曲の12インチ・シングルのバージョンについて、次のように述べている。「... このろくでなしのドスンドスンとして調子は、パンチの利いた電子ドラムとミックスのおかげで、7分半の間、少なくとも片方の足を上げ続けさせる。ヘンリーのポスト快楽主義的な視点からの黙示の描写は、ひねくれたものになっている。 (...this mother whomps from the git with punchy electronic drums and a mix that keeps one foot off the ground for a full seven-and-a-half minutes. Henley's post-hedonist vision of apocalypse is twisted.)」

## パーソネル
- ドン・ヘンリー – リード・ボーカル、ドラムス、ハーモニー・ボーカル
- ダニー・コーチマー – ギター
- デヴィッド・ペイチ – シンセサイザー
- スティーヴ・ポーカロ – プログラミング
- マーサ・デイビス – ハーモニー・ボーカル
- パティ・スマイス – ハーモニー・ボーカル

## チャート
| チャート（1985年）                                  | 最高位 |
| --------------------------------------------------- | ------ |
| カナダ RPM Top Singles                              | 13     |
| アメリカ合衆国 ビルボード Billboard Hot 100         | 9      |
| アメリカ合衆国 ビルボード Hot Dance Club Play       | 10     |
| アメリカ合衆国 ビルボード Top Rock Tracks           | 1      |
| アメリカ合衆国 ビルボード Billboard Hot R&B Singles | 65     |

| 年間チャート（1985年）                                   | 順位 |
| -------------------------------------------------------- | ---- |
| アメリカ合衆国 ビルボード US Top Pop Singles (Billboard) | 97   |

## その他のバージョン
デヴィッド・ゲッタとナイルズ・メイソン (Niles Mason) のシングル「All She Wanna Do is Dance」は、この曲のサンプリングを使っている。